# TT-språket
TT-språket är en samling skrivregler från TT Nyhetsbyrån för hur svensk nyhetsförmedling bör skriva för att anamma god svenska. Tipsen om språkvård är utarbetade för TT Nyhetsbyråns egna medarbetare, men de hålls uppdaterade på TT Nyhetsbyråns webbplats och följs av många inom svensk press, tv och radio.

## Betydelse och rekommendationer
TT-språket efterlevs ofta av svenska massmedier, uppdateras ofta och är tillgängliga på webben. TT-språkets rekommendationer kompletteras med rekommendationer från en anknuten samarbetsgrupp som kallas Mediespråksgruppen, vilken möts regelbundet för att avhandla aktuella termer och namn.
TT-språket rekommenderar bland annat att:
- textreklam såsom avvikande versalisering eller typografi i företags- eller produktnamn normaliseras
- uttryck såsom bland annat, cirka och med mera inte förkortas
- initialförkortningar som uttalas som ord genomgående skrivs med gemener (förutom begynnelsebokstaven i egennamn).